# Nicolas de Staël
Nicolas de Staël, baró Nicolaï Vladimirovitch Staël von Holstein (5 de gener de 1914, Sant Petersburg - 16 de març de 1955, Antibes) és considerada una de les figures cabdals de la pintura de mitjan segle xx, per haver contribuït a superar la polaritat art abstracte-art figuratiu que va centrar les discussions plàstiques d'aquesta època.

## Infantesa
El pare de Nicolas de Staël, Vladimir Stael von Holstein, era un lloctinent general rus, comandant de la fortalesa de Sant Pere i Sant Pau a Sant Petersburg fins a 1917. La seva mare es deia Olga Sakhanskaya.
A causa de la revolució russa, tota la família es va haver d'exiliar a Polònia el 1919. Allà van morir els pares de Staël (el pare i la madrastra). En quedar-se orfe, el 1922, és enviat a Brussel·les a viure amb la família russa Fricero.

## Començaments de carrera
Durant la dècada de 1930 viatja per tot Europa. El 1932 estudia a l'Acadèmia de Belles Arts de Brussel·les. El 1934 viu a París i el 1936 al Marroc, on coneix la seva companya, la pintora Jeannine Guillou, que apareixeria en algunes de les seves pintures de 1941 i 1942. També va viure a Algèria.
El 1936 va fer la seva primera exposició d'icones d'estil romà d'Orient i aquarel·les a la Galerie Dietrich et Cie de Brussel·les.
Va prestar serveis a la Legió estrangera francesa del 1939 al 1941.
En algun moment, el 1940, va conèixer Jeanne Bucher, un dels seus futurs marxants.

## Anys de guerra
El 1941 viu a Niça, on troba Alberto Magnelli, Jean Arp, Sonia Delaunay i Robert Delaunay. La seva influència inspira les seves primeres pintures abstractes, les Composicions. El 1942, neix Anne, el primer fill de Nicolàs i Jeannine, qui ja tenia un fill de nou anys, Antoine. El 1943, durant l'ocupació nazi, Staël retorna a París amb Jeannine, però aquests anys de guerra són extremadament difícils.
Al començament les seves pintures formen part d'exposicions col·lectives: exposa amb Kandinski, Magnelli... El 1944 coneix Georges Braque a Paris. A partir de 1944 comença a exposar en solitari, primer a la Galerie l'Esquisse i després a la Galerie Jeanne Bucher. El maig de 1945 les seves pintures s'inclouen al primer Saló de Maig i també va exhibir una mostra de la seva obra al Saló de Tardor d'aquell any. Tanmateix continuen les dificultats: Jeannine mor el febrer de 1946, a causa de la malnutrició.

## Anys d'èxit
El maig de 1946 Staël es va casar amb Françoise Chapouton. L'octubre d'aquest mateix any, gràcies a la seva amistat amb l'artista André Lanskoy (que va conèixer el 1944), Staël signa un contracte amb Louis Carré. Aquest acceptava comprar totes les pintures que fes l'artista. Abans de gener de 1947 la família Staël es va trasllar a una casa més gran gràcies a l'augment de reconeixement i d'ingressos.
El 1947 va conèixer el marxant americà Theodore Schempp i l'abril d'aquell any neix la seva segona filla, Laurence i l'abril de 1948 el seu fill Jerome. Aquell mateix any, a París, començava una llarga amistat amb l'artista alemany Johnny Friedlaender. Les seves pintures començaven a cridar l'atenció a escala mundial.
El 1950 exposa a la Galerie Jacques Dubourg en Paris ven unes quantes pintures a col·leccionistes importants incloent-hi Duncan Phillips. El 1952 fa exposicions en solitari a Londres, Montevideo, l'Uruguai, i a Paris. El març de 1953 fa la seva primera exposició individual a M. Knoedler & cia, que va ser un èxit comercial i de crítica. El 1953 va fer una exposició a la Galeria Phillips a Washington DC (coneguda avui com The Phillips Collection a Washington DC).
El 1953 Staël i Francoise van visitar diverses institucions als Estats Units, entre elles el MoMA i la Fundació Barnes a Merion. De retorn a París, Staël coneix el marxant d'art Paul Rosenberg que li ofereix un contracte exclusiu. Staël accepta.
Al final de 1953 la demanda de les pintures de Staël era tan gran que Paul Rosenberg augmentava els seus preus i contínuament demanava més quadres. El 1954 va fer una exposició per a la qual Rosenberg va demanar quinze pintures addicionals. Una vegada més, aquesta va ser molt reeixida tant comercialment com des del punt de vista de la crítica.
L'abril de 1954 naixia el quart fill de Staël, Gustave. Aquella primavera va fer una altra reeixida exposició a la galeria de Jacques Dubourg, a París. Les seves noves pintures marquen una sortida de l'abstracció i un retorn a la figuració.

## Caiguda i mort
El 1953, Staël entra en un període de depressió que el porta a buscar aïllament al sud de França, a Antibes. Patia un afebliment anímic, psíquic i físic. Arran de problemes amorosos, el 16 de març de 1955 es va suïcidar llançant-se de la finestra del seu taller quan tenia 41 anys.

## Llista de quadres
- De la Danse, 1946 (Centre Pompidou)
- Brise-Lames, 1946-1947
- La Vie dure (1946 (Centre Pompidou)
- le toits, 1952 (Centre Pompidou)
- le Lavandou, 1952 (Centre Pompidou)
- Les Footballeurs (sèrie), Grand Parc des Princes ... 1952
- L'orchestre, 1953 (Centre Pompidou)
- Les musiciens, souvenir de Sidney Bechet 1953 (Centre Pompidou)
- Agrigente, 1953, Zürich, Kunsthaus
- La Tour Eiffel, 1954, Troyes, museu d'Art modern
- Agrigente, 1954, col·lecció particular
- La Cathédrale, 1954, Lyon, museu des Beaux-Arts
- Sicile, 1954, Grenoble, museu des Beaux-Arts
- Coin d'atelier, fond bleu, 1955, col·lecció particular
- Le Concert (Le grand concert), 1955 Antibes, Museu Picasso
- Eau de vie, 1948. Es Baluard
- Composició, 1949. Es Baluard